# William Belmont Parker
William Belmont Parker (1871-1934) fue un editor y autor estadounidense.

## Biografía
Nació en la localidad inglesa de Hasbury el 19 de septiembre de 1871, pero se mudó a los Estados Unidos a una edad temprana. Se graduó en la Universidad de Harvard en 1897 y entre el año siguiente y 1902 fue editor adjunto de Atlantic Monthly. Se desempeñó como asesor literario de Houghton, Mifflin and Company entre 1902 y 1904 en Nueva York y fue profesor de inglés primero en Harvard de 1904 a 1905 y después en Columbia entre 1905 y 1908. Fungió como editor adjunto de Associated Sunday Magazines entre 1906 y 1908, como editor literario de World's Work en 1908, como editor y asesor literario en la Baker and Taylor Company de 1909 a 1912 y también como asesor literario de la Century Company a lo largo de ese último año. Fue gerente comercial de Churchman entre 1912 y 1914 y, a partir de esa última fecha, editor de S. Pearson and Son.
Editó los Anti-Slavery Papers de James Russell Lowell (1903), los Certaine Sonets de Philip Sidney (1904), los poemas completos de Edward Rowland Sill (1906) y The Wisdom of Emerson de Ralph Waldo Emerson (1909). Participó, además, en la edición de las cartas y los discursos de Thomas Jefferson de 1905. De Sill escribió también una biografía, titulada Life of Edward Rowland Sill (1915). Confeccionó para la Sociedad Hispánica de América los catálogos biográficos Argentines of to-day, Bolivians of to-day, Chileans of to-day, Cubans of to-day, Paraguayans of to-day, Peruvians of to-day y Uruguayans of to-day. Falleció en 1934.